# Pseudautomeris
Genre
Le genre Pseudautomeris regroupe des papillons appartenant à la famille des Saturniidae. Les espèces de ce genre vivent en Amérique centrale ou en Amérique du Sud.

## Liste d'espèces
Selon Saturniidae world:
- Pseudautomeris antioquia (Schaus, 1921)
- Pseudautomeris arminicuscoensis (Meister & Brechlin 2011)
- Pseudautomeris arminiyungasensis (Meister & Brechlin 2011)
- Pseudautomeris boettgeri (Naumann Brosch & Wenczel)
- Pseudautomeris brasiliensis (Walker, 1855)
- Pseudautomeris chrisbrechlinae (Meister & Brechlin 2011)
- Pseudautomeris coronis (Schaus, 1913)
- Pseudautomeris erubescens (Boisduval, 1875)
- Pseudautomeris fimbridentata (Dognin, 1916)
- Pseudautomeris grammivora (Jones, 1908)
- Pseudautomeris huebneri (Boisduval, 1875)
- Pseudautomeris irene (Cramer, 1779)
- Pseudautomeris irene arminirene (Strand, 1920)
- Pseudautomeris lata (Conte, 1906)
- Pseudautomeris luteata (Walker, 1865)
- Pseudautomeris ophthalmica (Moore, 1883)
- Pseudautomeris pohli Lemaire, 1967
- Pseudautomeris rudloffi (Meister & Brechlin 2011)
- Pseudautomeris salmonea (Cramer, 1777)
- Pseudautomeris sanmartini (Racheli & Racheli 2006)
- Pseudautomeris stawiarskii (Gagarin, 1936)
- Pseudautomeris subcoronis Lemaire, 1967
- Pseudautomeris toulgoeti Lemaire
- Pseudautomeris yourii Lemaire, 1985